# Alina Orlova
Pour les articles homonymes, voir Orlova.
Alina Orlovskaya, dite Alina Orlova, est une chanteuse et musicienne lituanienne, née le 28 juin 1988 à Visaginas. Elle définit son identité comme balte.

## Carrière
Alina Orlova compose ses propres chansons et interprète aussi celles d'autres compositeurs. Elle décline son inspiration et chante en trois langues : lituanien, russe et anglais.
En 2008 son premier album Laukinis šuo dingo (Le chien sauvage a disparu) tire son nom d'un livre scolaire russe de Ruvim Fraerman à propos de l'amour chez les adolescents. C'est aussi un jeu de mots : en lituanien dingo est aussi la troisième personne du singulier du verbe dingti (disparaître) ; le titre pourrait donc aussi se traduire par « le chien sauvage disparaît ».
En 2010, Alina Orlova sort son deuxième album, Mutabor, et effectue une tournée de concerts en France. Elle fait ses débuts au cinéma dans le film Dark Fantasy sorti la même année 2010.